# Юниън (окръг, Флорида)
Вижте пояснителната страница за други значения на Юниън.
Окръг Юниън (на английски: Union County) е окръг в щата Флорида, Съединени американски щати. Площта му е 647 km², а населението - 13 442 души (2000). Административен център е град Лейк Бътлър.